# Vásso Papandréou
Pour les articles homonymes, voir Papandréou.
Vassilikí Papandréou (en grec : Βασιλική Παπανδρέου / Vasilikí Papandréou), dite Vásso Papandréou (Βάσω Παπανδρέου), née le 9 décembre 1944 à Valimitika (royaume de Grèce) et morte le 17 octobre 2024 à Chalándri (Grèce), est une femme politique grecque.
Membre du PASOK, elle est commissaire européenne à l'Emploi et aux Affaires sociales entre 1989 et 1993 sous la présidence de Jacques Delors puis ministre dans plusieurs gouvernements grecs.

## Biographie
Elle n'a pas de lien de parenté avec l'homme politique Giórgos Papandréou.
En 1989, Vásso Papandréou et la Française Christiane Scrivener deviennent les premières femmes commissaires européennes,.
En 2011, elle est présidente de la commission des finances du Parlement grec.